# Grezzana
Grezzana est une commune italienne de la province de Vérone dans la région Vénétie en Italie.

## Administration
| Période                                  | Période | Identité | Étiquette | Qualité |
| ---------------------------------------- | ------- | -------- | --------- | ------- |
|                                          |         |          |           |         |
| Les données manquantes sont à compléter. |         |          |           |         |

### Hameaux
- Alcenago, Azzago, Corrubio, Corso, Lugo di Valpantena, Romagnano, Rosaro, Stallavena

### Communes limitrophes
Bosco Chiesanuova, Cerro Veronese, Erbezzo, Negrar, Roverè Veronese, Sant'Anna d'Alfaedo, Vérone